# Hilja Gestrin

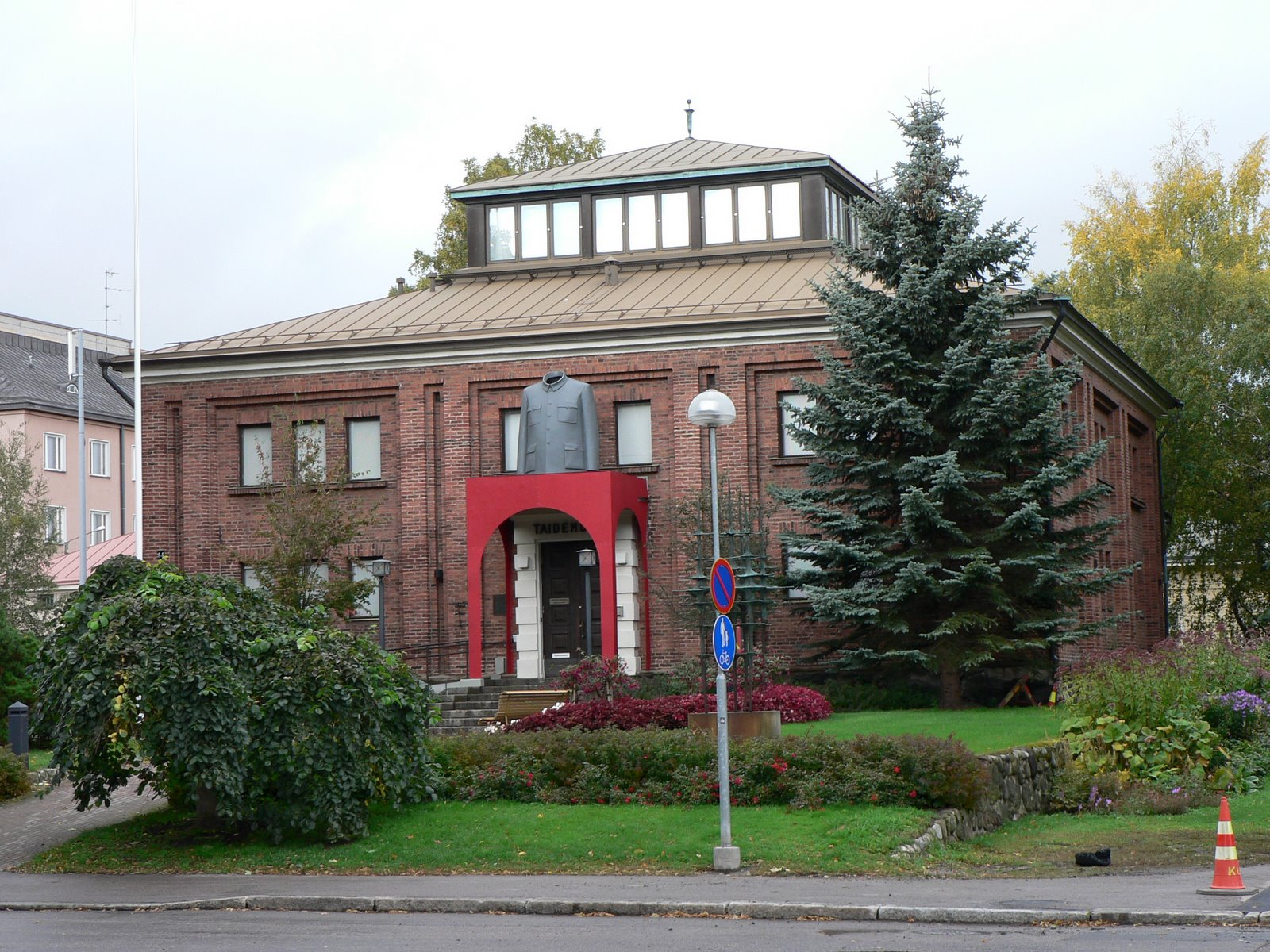
Tammerfors konstmuseum

Hilja Ilma Gestrin, född Kainulainen 28 april 1882 i Kuhmo, död 14 augusti 1963 i Tammerfors, var en finländsk arkitekt. Hon är mest känd för att ha utfört ritningar för ombyggnationen av ett nyklassiskt spannmålsmagasin, ursprungligen ritat av Carl Ludvig Engel, till vad som år 1931 skulle bli Tammerfors konstmuseum.
Hon utbildade sig åren 1903–1907 vid Polytekniska institutet i Helsingfors och arbetade från 1907 till 1911 i Wivi Lönns arkitektbyrå i Tammerfors. Hon undervisade även i olika ämnen vid Tammerfors stads yrkesskola för flickor.
Hilja Gestrin var gift med affärsmanen och fotografen Werner Mauritz Gestrin (1876–1952).